# Anchisauridae

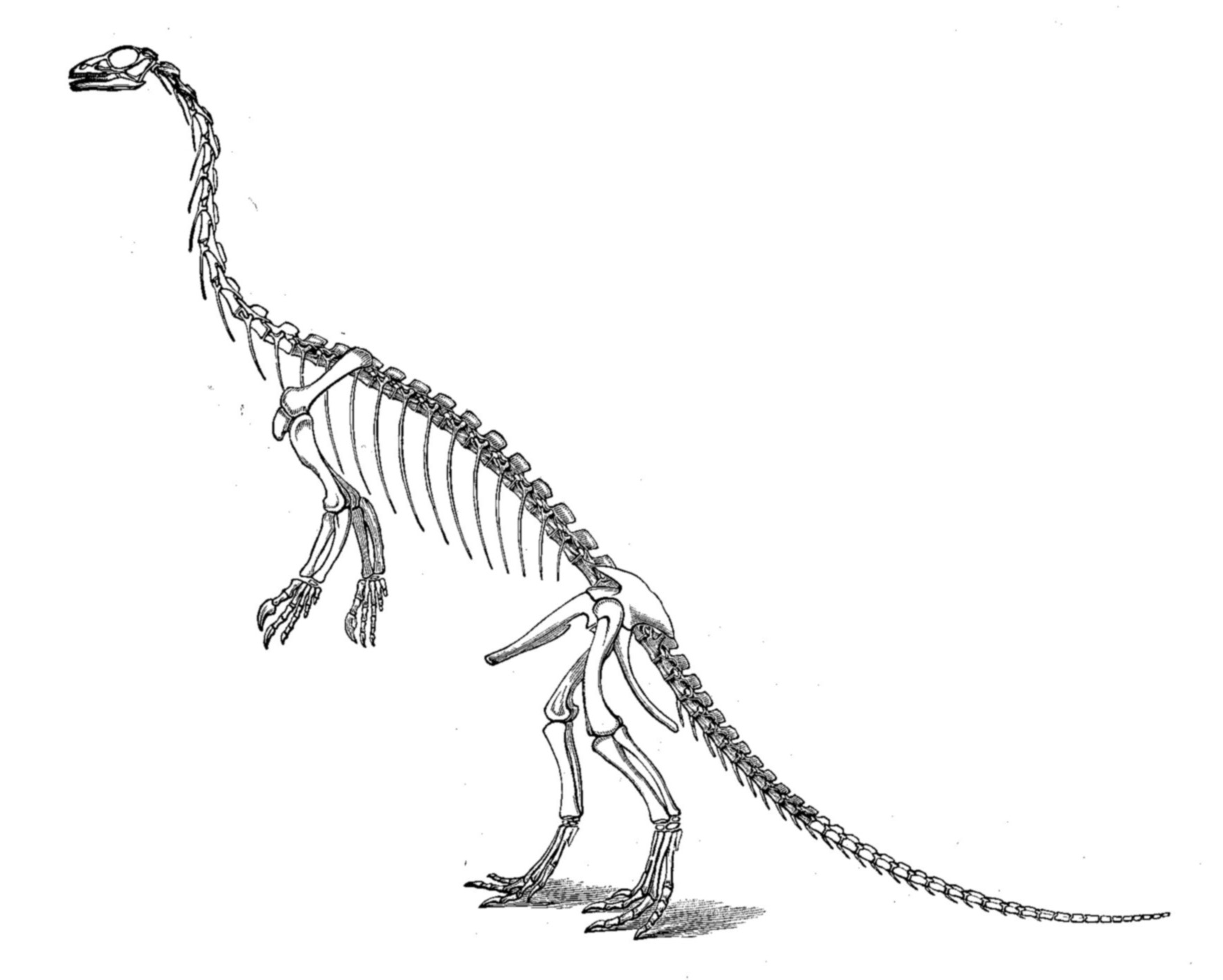
Disegno di scheletro di Anchisaurus colurus

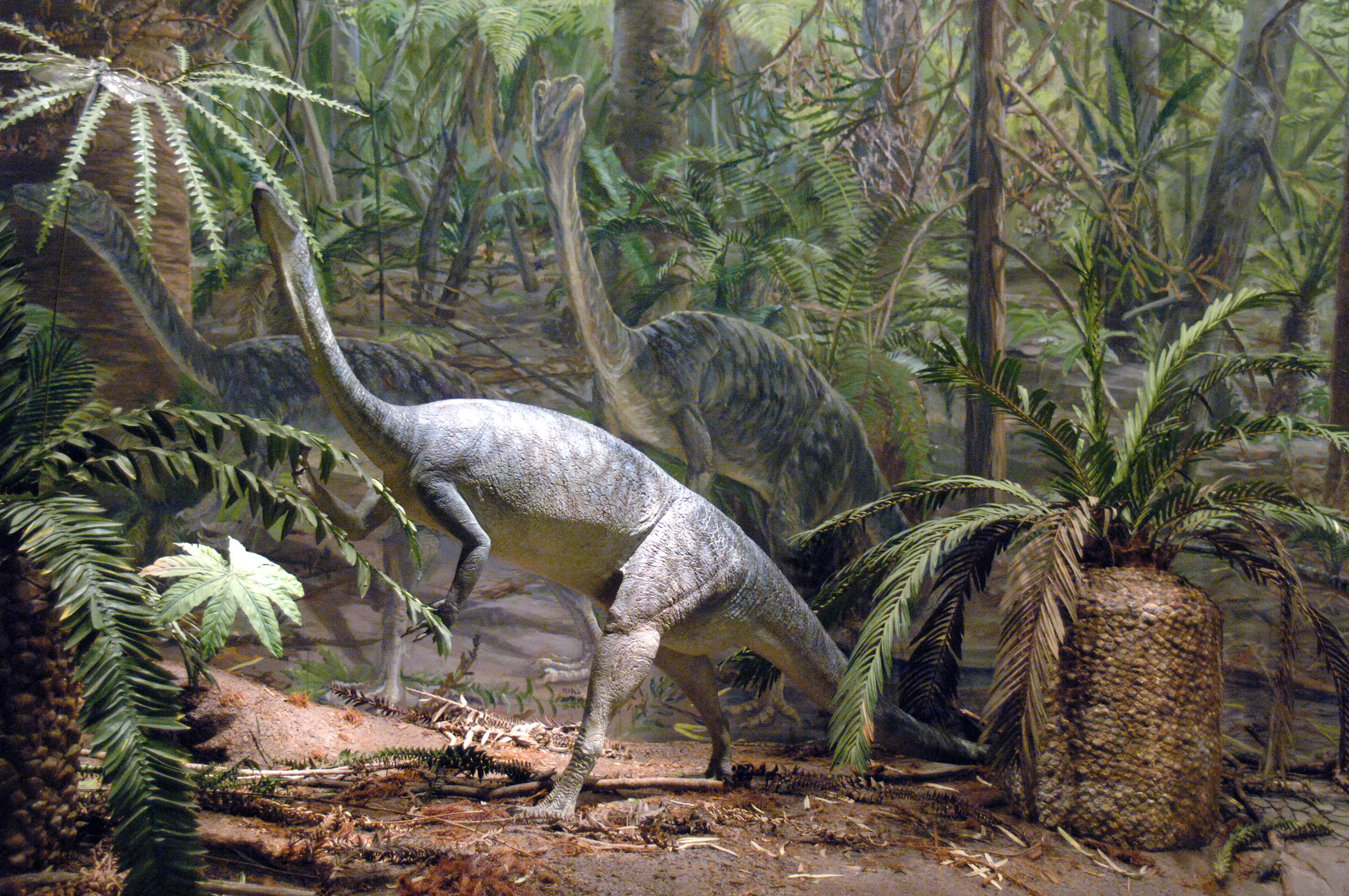
Ricostruzione museale di Anchisaurus

Gli Anchisauridi (Anchisauridae Marsh, 1885) furono un gruppo di dinosauri sauropodomorfi. Il clade consiste dell'Anchisaurus e dei suoi stretti parenti. Ad ogni modo, non è chiaro quali altri generi siano inclusi in questa famiglia; molti dei dinosauri che in precedenza ne facevano parte sono stati spostati in qualche altra famiglia. Essa non è una famiglia molto usata nella tassonomia attuale. 
Gli Anchisauridae erano in passato considerati prosauropodi, ma nuove ricerche indicano che potrebbero essere stati in principio dei sauropodi.